# Mount Baume
Mount Baume är ett berg i Sydgeorgien och Sydsandwichöarna (Storbritannien). Det ligger i den nordvästra delen av Sydgeorgien och Sydsandwichöarna. Toppen på Mount Baume är 1 911 meter över havet, eller 689 meter över den omgivande terrängen. Bredden vid basen är 2,8 km. Mount Baume ingår i Salvesen Range.
Terrängen runt Mount Baume är bergig åt nordost, men åt sydväst är den kuperad.  Trakten runt Mount Baume är nära nog obefolkad, med mindre än två invånare per kvadratkilometer. Det finns inga samhällen i närheten. Trakten runt Mount Baume består i huvudsak av gräsmarker.